# Satyrotaygetis satyrina
Genre
Espèce
Synonymes
- Taygetis satyrina Bates, 1865
- Euptychia gigas Butler, 1867
- Taygetis incerta Butler & Druce, 1872[1]

Satyrotaygetis satyrina est une espèce néotropicale de lépidoptères (papillons) de la famille des Nymphalidae et de la sous-famille des Satyrinae. Elle est la seule représentante du genre monotypique Satyrotaygetis.

## Distribution
Satyrotaygetis satyrina est présent dans le Sud du Mexique, au Guatemala, au Costa Rica et au Panama,.

## Systématique
L'espèce Satyrotaygetis satyrina a été décrite par l'entomologiste britannique Henry Walter Bates en 1865, sous le nom initial d'Euptychia satyrina,.
Elle est l'espèce type et l'unique espèce du genre monotypique Satyrotaygetis, décrit en 1964 par l'entomologiste allemand Walter Forster.